# كارديمير
كارديمير منتج تركي للصلب. الاسم هو (اختصار للغة التركية : Karabük Demir Çelik Fabrikaları) ، والتي تعني «كارابوك لأعمال الحديد و الصلب».

## روابط خارجية
- موقع الويب الرسمي كارديمير